# Sayaka Hirota
Sayaka Hirota (廣田 彩花, Hirota Sayaka,) née le 1er août 1994 à Kikusui au Japon est une joueuse de badminton professionnelle spécialiste du double dames. Elle est connue pour être la partenaire de Yuki Fukushima.

## Carrière
En 2018, elle remporte la médaille d'argent lors des championnats du monde dans la catégorie double dames.
À Bâle (Suisse), en 2019, elle remporte à nouveau la médaille d'argent lors des championnats du monde dans la même catégorie avec sa partenaire Yuki Fukushima.